# Bataille de Tarawa
Seconde Guerre mondiale, 
Guerre du Pacifique
Batailles
Campagne des îles Gilbert et Marshall
- Raid sur les îles Gilbert et Marshall
- Raid de Makin
- Tarawa
- Makin
- Kwajalein
- Raid sur Truk
- Eniwetok

Japon :
- Raid de Doolittle
- Bombardements stratégiques sur le Japon (Tokyo
- Yokosuka
- Kure
- Hiroshima et Nagasaki)
- Raids aériens japonais des îles Mariannes
- Campagne des archipels Ogasawara et Ryūkyū
- Opération Famine
- Bombardements navals alliés sur le Japon
- Baie de Sagami
- Invasion de Sakhaline
- Invasion des îles Kouriles
- Opération Downfall
- Reddition du Japon

Pacifique central :
- Pearl Harbor
- Guam (1941)
- Wake
- Raid sur les îles Gilbert et Marshall
- Opération K
- Midway
- Opération RY
- Campagne des îles Gilbert et Marshall
- Campagne des îles Mariannes et Palaos
- Campagne des archipels Ogasawara et Ryūkyū
- Opération Inmate

Pacifique du sud-ouest :
- Nauru
- Invasion des Philippines (1941-42)
- Invasion des Indes orientales néerlandaises
- Opérations de l'Axe dans les eaux australiennes
- Raids aériens japonais sur l'Australie (1942-43)
- Opération Ke
- Campagne des îles Salomon
- Campagne de Nouvelle-Guinée
- Campagne des Philippines
- Campagne de Bornéo (1945)

Asie du sud-est :
- Invasion de l'Indochine (1940)
- Océan Indien (1940-45)
- Guerre franco-thaïlandaise
- Invasion de la Thaïlande
- Campagne de Malaisie
- Hong Kong
- Singapour
- Campagne de Birmanie
- Opération Kita
- Indochine (1945)
- Détroit de Malacca
- Opération Jurist
- Opération Tiderace
- Opération Zipper
- Bombardements stratégiques (1944-45)

Guerre sino-japonaise
Front d'Europe de l’Ouest
Front d'Europe de l’Est
Bataille de l'Atlantique
Campagnes d'Afrique, du Moyen-Orient et de Méditerranée
Théâtre américain
La bataille de Tarawa (faisant partie de l'opération Galvanic avec la bataille de Makin) est le débarquement américain et la bataille qui s'ensuivit face aux troupes japonaises du 20 au 23 novembre 1943 sur Betio et les autres petites îles de l'atoll de Tarawa de l'archipel des îles Gilbert dans le Pacifique.
Première offensive américaine dans cette partie centrale du Pacifique, c'est aussi la première fois que les Américains sont confrontés dès leur débarquement à une farouche résistance japonaise, bien retranchée et bien approvisionnée. Près de 4 700 soldats japonais, sapeurs du génie, travailleurs forcés coréens et plus de 1 000 Marines américains sont tués en l'espace de 76 heures de combat, principalement sur et autour de l'île de Betio, ce qui équivaut à peu près à l'ensemble des pertes terrestres américaines pendant les six mois de la campagne de Guadalcanal. 
Le général Holland M.Smith qui commandait le 5e Corps Amphibie US compara ces pertes à celles de la désastreuse charge de Pickett durant la bataille de Gettysburg lors de la Guerre de Sécession.
Les erreurs de la bataille de Tarawa furent amplement étudiées et mirent en avant une meilleure connaissance des lieux de débarquements, de la météo marine, l'amélioration des véhicules de transports, de la logistique et des communications. Les leçons furent retenues et l'opération suivante sur Kwajalein fut un exemple d'efficacité.
Néanmoins, cette bataille marqua fortement l'opinion américaine par le nombre élevé de pertes dans un laps de temps très court et pour un si petit territoire, d'autant que fut diffusé pour la première fois aux États-Unis quelques semaines plus tard un documentaire non censuré ne cachant rien de l'extrême dureté des combats : With the Marines at Tarawa.

## Contexte historique
Durant la Seconde Guerre mondiale, il faut attendre l'automne 1943 avant que les Américains ne disposent d'une flotte plus puissante que celle des Japonais, cela étant dû principalement au fait que Roosevelt ait considéré l'Allemagne comme étant prioritaire sur le Japon. Malgré cela, l'amiral Chester Nimitz et le général MacArthur doivent maintenir une pression constante sur les Japonais.
Très vite, les îles Gilbert intéressent le haut-commandement américain en raison de leur position stratégique se situant au nord et à l'ouest de tous les territoires américains. De plus, elles se situent sur la route des Carolines et des îles Marshall.
Il est indispensable cependant de rappeler l'histoire des Gilbert avant l'opération. En décembre 1941, les Japonais prennent possession de l'atoll de Makin, les Britanniques décident alors d'évacuer Tarawa, ne laissant sur place que des missionnaires et des garde-côtes. En septembre 1942, les Japonais finissent par prendre possession de Tarawa. Des garnisons sont établies sur les îles environnantes (Betio, archipel de Tarawa, Butaritari, dans l'archipel de Makin et enfin quelques hommes sont disposés sur les îlots alentour).
En 1943, les forces américaines du Pacifique sont pour la plupart occupées à la reconquête des Salomon centrales mais le 20 mai 1943, l'état-major américain décide de reprendre les îles Marshall. MacArthur doit progresser vers les Philippines et la marine doit se diriger vers le Japon via la Micronésie. Pour coordonner les deux actions, les grands porte-avions (Fast Carrier Force) doivent naviguer entre les deux forces malgré tout le danger que peut représenter cette opération mais cela dépasse le cadre de la bataille de Tarawa. 
En juillet 1943, les premières reconnaissances aériennes des Gilbert mettent en évidence la création d'une piste d'aviation. Cette information convainc définitivement l'amiral Nimitz, commandant des forces américaines dans le Pacifique, de l'importance de la reprise des Gilbert. Ce plan aura pour nom Galvanic.

### Le plan américain

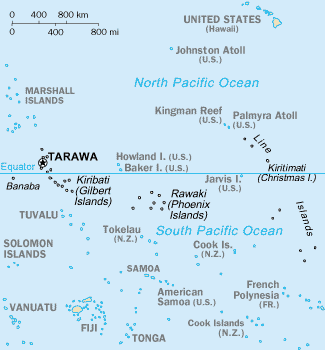
Carte de l'archipel des Kiribati

Pour l'opération Galvanic, Nimitz et son état-major prévoient des débarquements sur les îles de Nauru, Betio, Tarawa et Abemama. Néanmoins devant la trop grande défense de Nauru et son accès difficile, le débarquement est annulé au profit de la prise de l'atoll de Makin. Durant l'été 1943, l'amiral Nimitz ordonne aux porte-avions d’attaquer les îles Marcus, Abamama, Tarawa et Wake pour émousser les défenses nippones.
Voici le plan que Nimitz transmit à Raymond Spruance (commandant la force du Pacifique central) le 5 octobre 1943 :
« Capturer, occuper, défendre et développer Makin, Tarawa, Abemama tout en isolant fermement Nauru, afin de :
a) Contrôler totalement les îles Gilbert;
b) Se préparer à la conquête des îles Marshall;
c) Améliorer la sécurité des lignes de communication ;
d) Soutenir les opérations dans le sud-sud-ouest Pacifique et en Birmanie en augmentant la pression sur les Japonais. »
De plus, Spruance devra se tenir prêt à repousser la marine impériale japonaise en cas de réaction de celle-ci, attaquer les terrains d'aviation des Gilbert et des Marshall et enfin fournir un soutien en artillerie, marine et aviation à la force de débarquement.

### Forces américaines

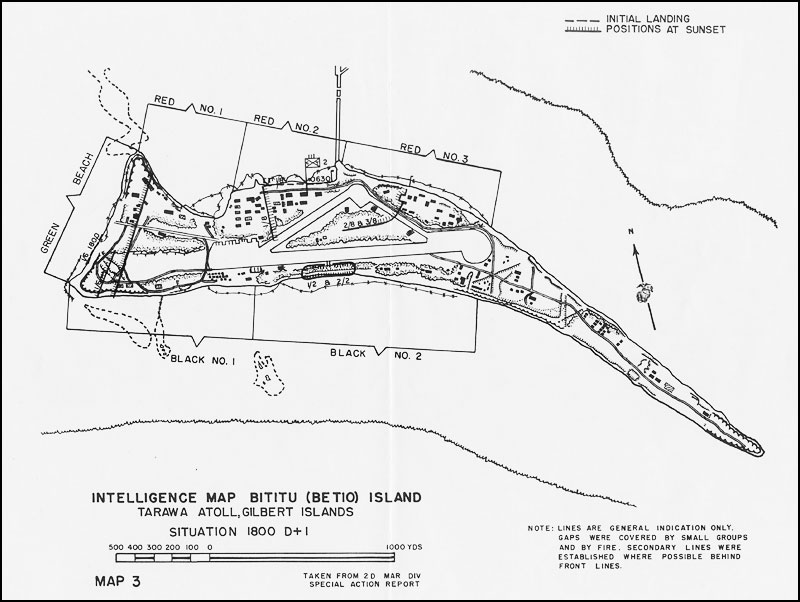
Carte de l'île de Betio

Pour l'opération Galvanic, la Central Pacific Force est constituée comme suit :
- La Task Force 50 du contre-amiral Pownall constituée de 6 cuirassés, 6 porte-avions, 5 porte-avions léger, 2 porte-avions d'escorte, 3 croiseurs et 21 destroyers devant protéger la force d'invasion[2].

La Task Force 50 est divisé en 4 Task Force.
- La Task Force 53 du contre-amiral Harry W. Hill, divisé en 4 Task Force et comprenant la force de débarquement sur Tarawa et Makin. La TF 53 est constitué de :

3 cuirassés, 5 porte-avions d'escorte, 2 croiseurs, 9 destroyers ainsi que de 17 navires de transports divers. La force de débarquement sur Tarawa est confiée à la 2e division de Marines et le débarquement sur Makin à la 27e division d'infanterie. L'ensemble de ces unités nommées sous le nom de 5e corps amphibie est dirigé par le général Holland Smith.
La 2e division de Marines doit partir de Nouvelle-Zélande et la 27e d'infanterie de Pearl Harbor. Le 2e bataillon de défense est laissé en garnison à Tarawa et Apamama tandis que le 7e bataillon de défense doit tenir garnison sur Makin. La 2e division de Marines reçoit la tâche la plus compliquée et doit subir pendant l'été 1943 un entraînement pour apprendre à se servir des engins de débarquement. La prise de Betio reçoit comme nom de code : Longsuit, la prise d'Apamama reçoit le nom de Boxcloth.

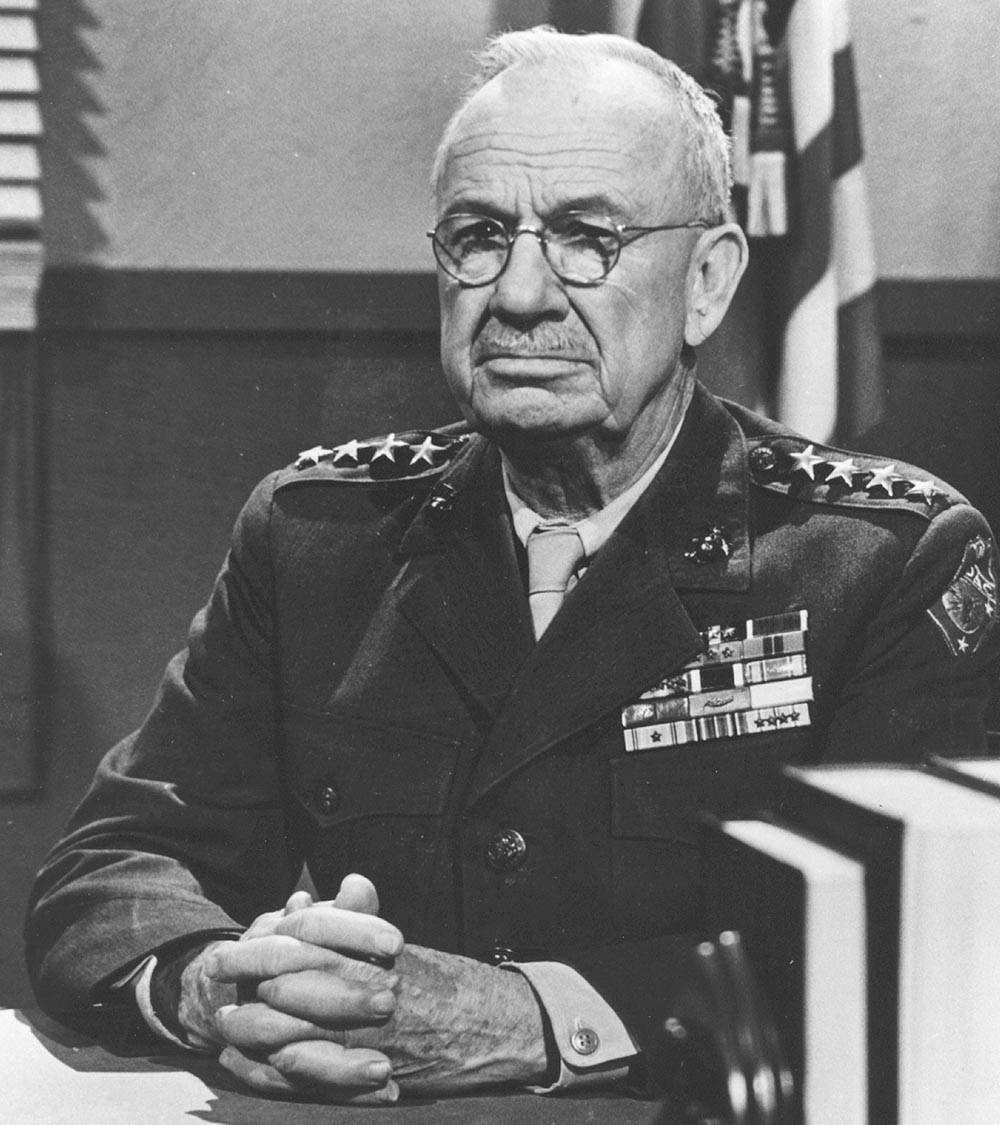
Le général Julian Smith (1885-1975) dirige les forces terrestres américaines de l'.

Le 25 octobre 1943, tout est fin prêt pour le débarquement sur Tarawa qui sera mené par le Regimental Combat Team 2 composé du 2e régiment de Marines, du 2e bataillon du 8e régiment de Marines ; le reste des bataillon du 8e régiment formant la réserve divisionnaire. Le 6e régiment de Marines est maintenu en réserve pour le 5e corps amphibie.
Les trois bataillons d'assaut doivent se porter sur les plages de Red 1, Red 2 et Red 3. Ces plages sont situées au nord-est de l'île. Pour débarquer, les Américains doivent utiliser des LVT (Landing Vehicle Tracked) à faible tirant d'eau pour franchir la barrière de corail séparant l'océan du lagon. En outre, le débarquement ne peut se faire qu'à marée haute et, faute de connaissances sur les fonds marins autour de Tarawa, les Américains ne peuvent être sûrs de leur coup. Pour le bombardement de l'île, les Américains ont prévu un long pilonnage de l'île avec l'artillerie de marine avant l'intervention de l'aviation. Le débarquement doit s'effectuer à 8 h 30.
Beach Red 3 se trouve à 500 mètres à l'est de la jetée et c'est là que débarque le 2e bataillon du 8e régiment de Marines. À l'ouest de la jetée, le 2e bataillon du 2e régiment de Marines débarque sur Beach Red 2 et enfin Beach Red 1 qui se trouve à l'extrême est et mesure 500 m comme Beach Red 2 sera le lieu de débarquement du 3e bataillon du 2d régiment de Marines.

## Fortifications et effectifs nippons

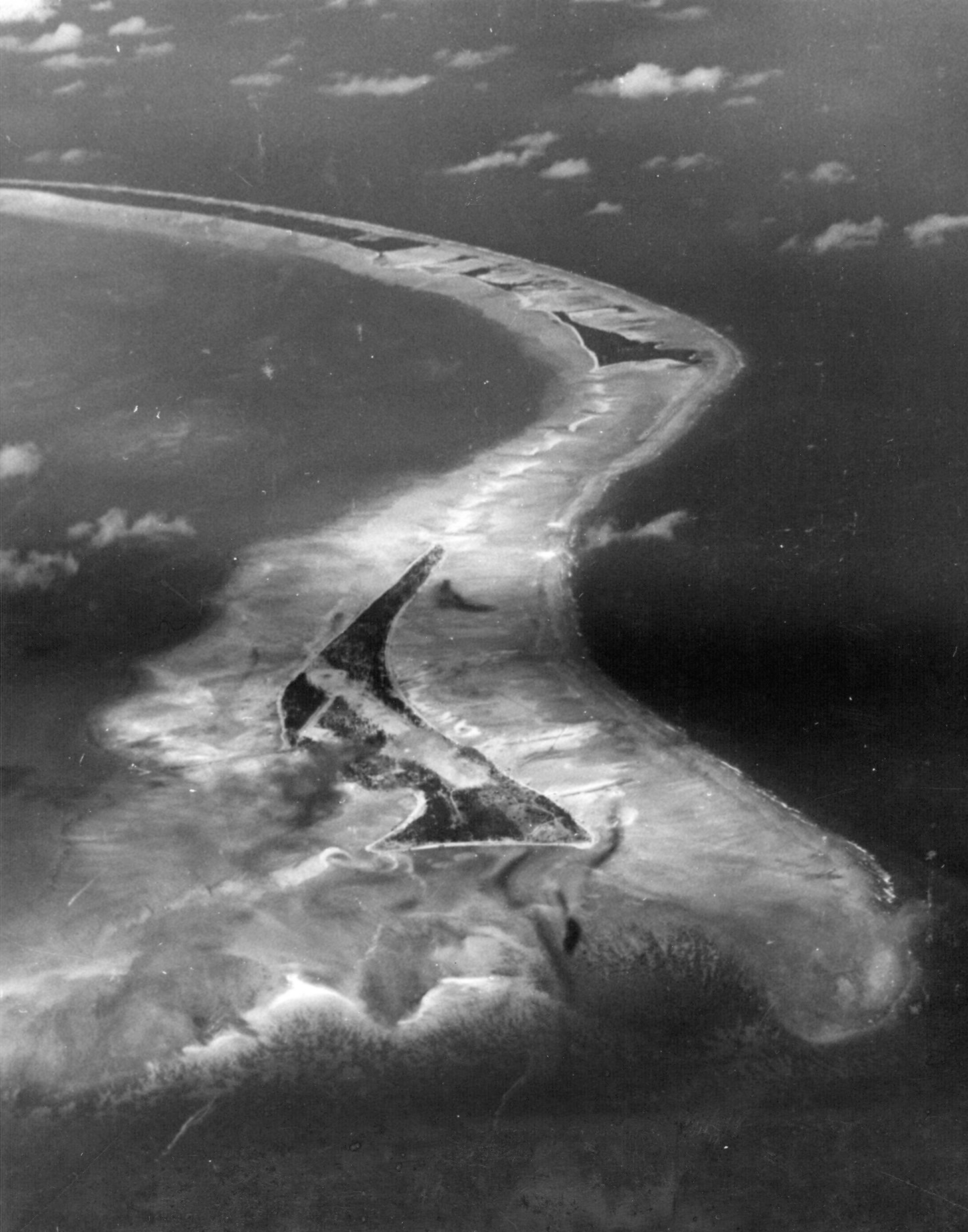
Photo aérienne de l'atoll prise en septembre 1943, peu avant sa conquête par les Américains.

C'est le 10 décembre 1941 que les Japonais prennent le contrôle de l'archipel de Tarawa et plus précisément de Betio mais il faudra attendre le 15 septembre 1942 pour que des troupes y débarquent (6e force spéciale de débarquement de la marine de Yokosuka). Au mois de décembre, le 111e régiment de pionniers vient compléter la garnison avec pour but la construction des défenses et de l'aérodrome. En février 1943, l'amiral Saichiro arrive sur l'île, ensuite, le 17 mars, la 7e force de débarquement de la marine de Sasebo vient renforcer les forces en présence et enfin, en mai, arrive sur l'île la 4e unité de construction. En août, l'amiral Sibasaki remplace Saichiro. Ainsi, au moment de l'assaut allié, l'amiral dispose de 2 617 combattants d'élite. Voici les forces en présence sur l’île :
- 3e (ex-6e) force spéciale de débarquement : 1 120 hommes ;
- 7e force spéciale de débarquement de la marine (7e Sasebo) : 1 497 hommes ;
- 111e pionniers : 1 247 hommes ;
- 4e unité de construction : 970 hommes.

Au total, les Japonais sont donc 4 744, mais le génie, surtout constitué de Coréens, n'est pas destiné au combat.

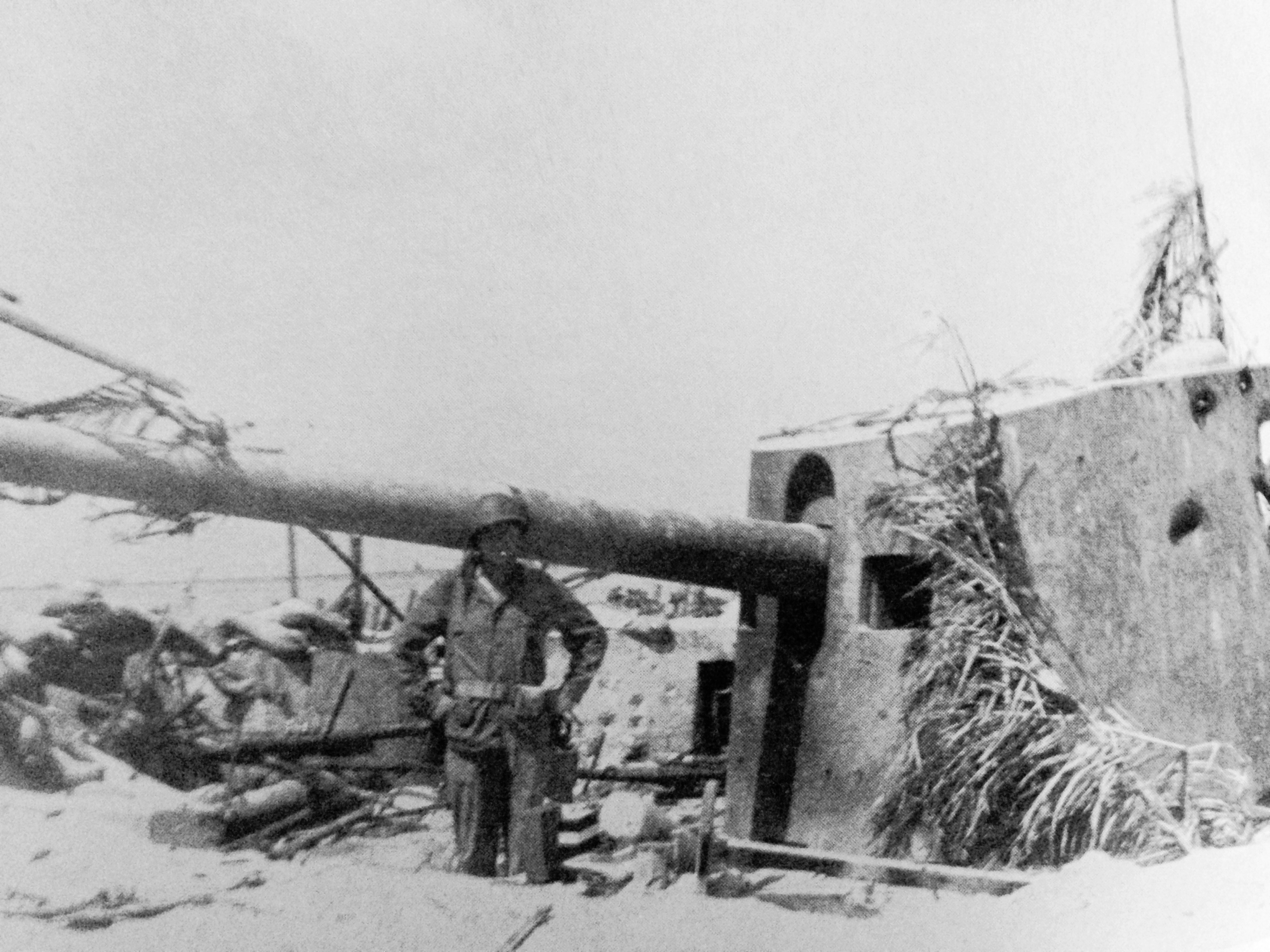
L'un des quatre canons japonais de 140mm défendant l'île de Betio photographié après la bataille.

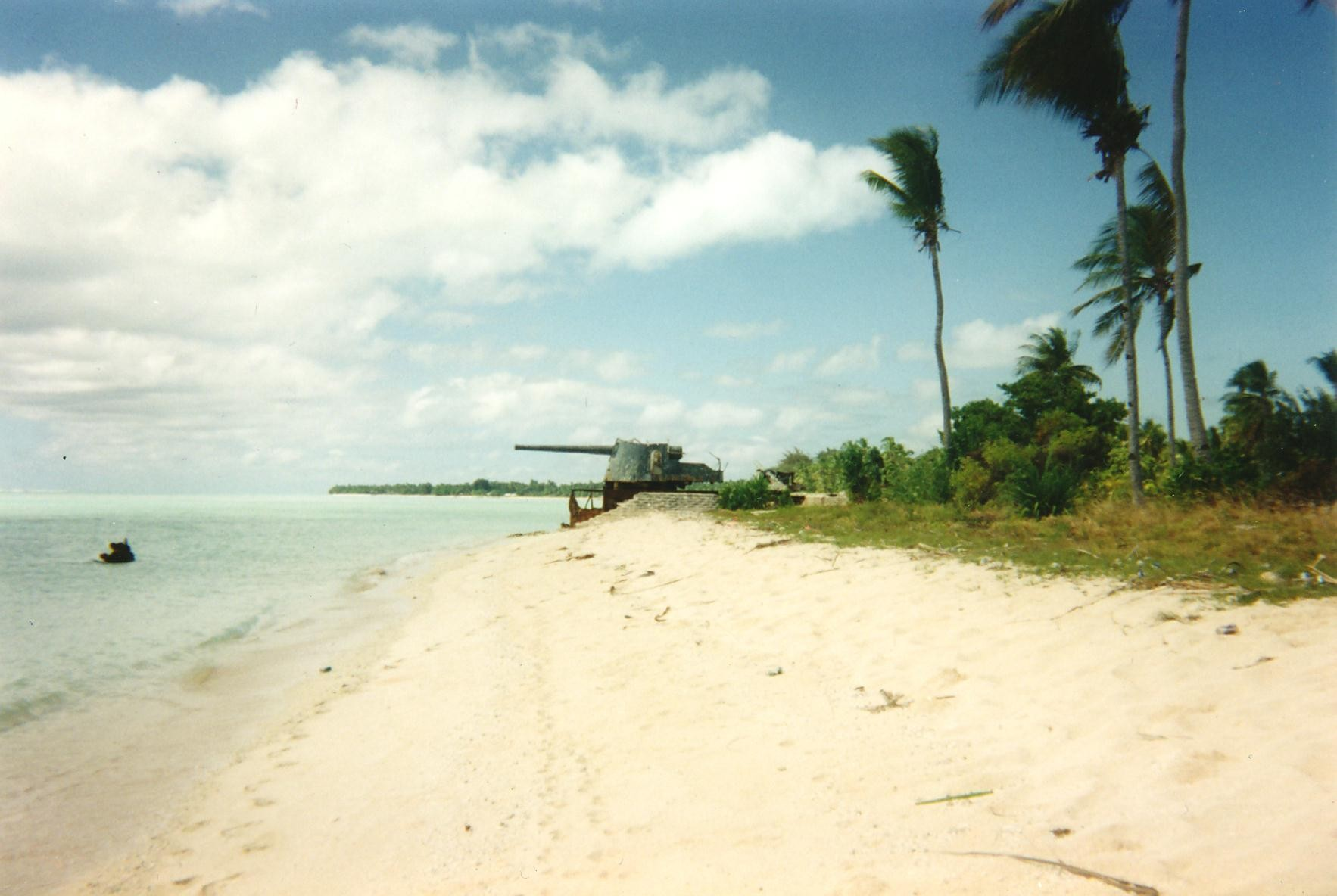
Les Japonais disposent de quatre canons de 200mm sur Betio.

Les fortifications sont disposées de telle sorte qu'elles se protègent mutuellement assurant ainsi une grande cohésion dans la défense japonaise. Voici la constitution des fortifications nippones :
- 4 canons de 200 mm construits par Vickers ;
- 4 canons de 140 mm ;
- 6 pièces de 80 mm ;
- 4 canons de 127 mm de DCA ;
- 8 pièces de 75 mm de DCA ;
- 27 mitrailleuses lourdes de 13 mm de DCA ;
- 4 mitrailleuses lourdes de 13 mm en affût double de DCA ;
- 10 canons de montagne de 75 mm ;
- 6 canons de 70 mm ;
- 9 pièces de 37 mm ;
- 31 mitrailleuses lourdes de 13 mm ;
- plusieurs dizaines de mitrailleuses de 7,7 mm.

## Déroulement de la bataille de Tarawa

### Le débarquement, 20 novembre 1943

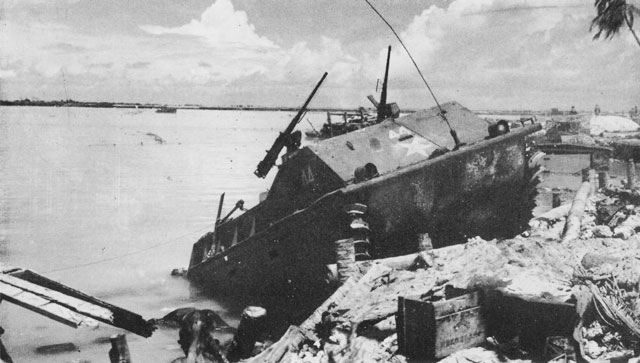
Cet Amtrac, échoué sur la plage de Betio, résume à lui tout seul la difficulté du débarquement sur l'île.

Parties au départ pour une grande manœuvre, les troupes américaines ne sont prévenues que trois jours avant du véritable objectif de leur opération. Entretemps, le régiment d'assaut devant attaquer en première ligne sur Tarawa change de commandant : le colonel David Shoup remplace le colonel Marshall, malade. Durant la progression de la flotte américaine, plusieurs escadrilles américaines se chargent du bombardement sur Betio et les îles alentour, du 13 au 19 novembre. Ces bombardiers sont sous le commandement de la 7e Air Force provenant de la Task Force 57. Le 19 novembre, les premiers navires apparaissent au large de Tarawa et commencent le pilonnage des fortifications nippones. Il faudra néanmoins attendre la nuit suivante pour l'arrivée des péniches de débarquement.
Les Japonais finissent par repérer les Américains à 4 h 41 et déclenchent le feu de leurs batteries sans succès. Un peu plus tard, les premières troupes commencent à embarquer dans les premières péniches de débarquement, mais les transferts sont difficiles et les premières vagues de LVT ont du mal à garder leur cohésion. À 5 h 42, la marine américaine stoppe son tir pour permettre à l'aviation d'attaquer Betio mais, celle-ci n'arrivant pas, les tirs reprennent à 6 h 5 et, entretemps, les Japonais ont pu se reprendre. Finalement l'aviation arrive à 6 h 15, sans parvenir à remplir ses missions. Enfin, à 6 h 20, l'heure W, toute la flotte reprend ses tirs.

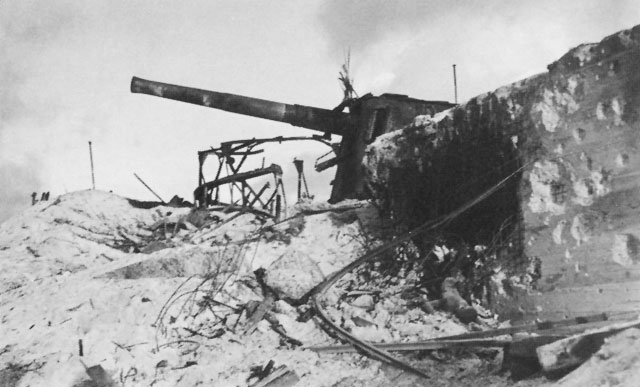
Les bombardements de la Marine américaine contribuent à la destruction de l'un des quatre canons de 200mm détenu par les Japonais.

À 7 h 15, les premières péniches s'avancent dans le lagon, protégées par quelques dragueurs et destroyers qui ont pu s'approcher des côtes. Néanmoins, la confusion est grande et l'heure H est repoussée à 8 h 45. Cependant, avant même l'arrivée des forces de débarquement, un groupe d'hommes dirigé par le lieutenant Hawkins, le Scout-Sniper Platoon, doit prendre pied sur la grande jetée, pour y chasser les Japonais risquant de prendre la plage en enfilade. L'opération est une réussite malgré le creusement d'un trou dans la jetée dû aux lance-flammes, et qui gênera beaucoup l'accostage des munitions sur la jetée, ultérieurement dans la bataille.

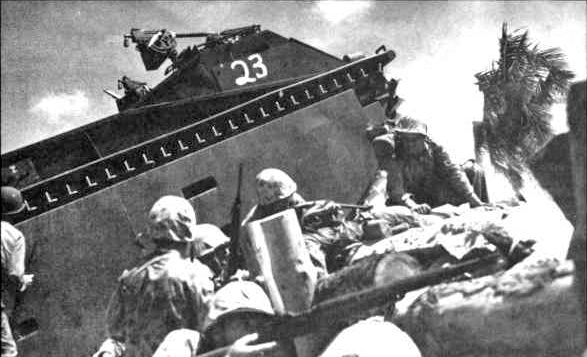
Des Marines à côté d'un LVT-1 "Alligator".

Il faut ensuite attendre 9 h 10 avant que les premières péniches du 3e bataillon du 2d régiment ne franchissent la barrière de corail et s'approchent de la plage. Mais, à ce moment, les Japonais déclenchent un feu nourri qui détruit nombre d'engins de débarquement. La compagnie I réussit à mettre en place une tête de pont, mais un poste japonais situé entre Beach Red 1 et Beach Red 2 prend en enfilade les Marines. La compagnie K est bloquée tout comme la L qui perd 35 % de ses effectifs.
Le 2d bataillon du 8e régiment arrive à 9 h 17 sur Red 3 en subissant très peu de pertes. Les compagnies réussissent à s'enfoncer sur l'île. Cependant, sur Red 2, la force de débarquement doit subir un feu particulièrement nourri et les forces de débarquement subissent de lourdes pertes, ne pouvant établir une tête de pont solide.
Les vagues suivantes ne peuvent débarquer sur la plage et doivent franchir le lagon avec de l'eau jusqu’à la taille, voire jusqu'aux épaules. Subissant le tir nippon, les Américains sont complètement désorganisés. L'essentiel de l'efficacité normalement associée avec un bataillon de débarquement est perdue, en raison de cette malheureuse situation. Durant ce dur débarquement, le lieutenant-colonel Amey, chef du 2d bataillon du 2d régiment, meurt et c'est le lieutenant-colonel Jordan - pourtant simple observateur de la 4e division de Marines - qui prend le commandement d'une force totalement désorganisée par le manque de radio et n'ayant pu établir qu'une tête de pont de 75 m de profondeur sur 300 m de large.

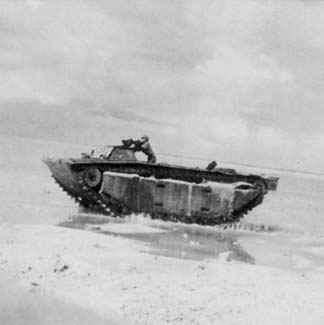
De nombreux LVT furent perdus lors du débarquement. Ici, un LVT face à Green Beach.

Tout comme Amey, le colonel David Shoup tente de débarquer sur Red 2. Après plusieurs transferts dans différentes péniches, Shoup réussit à débarquer à 10 h 30, en parcourant les 200 derniers mètres avec de l'eau jusqu’à la taille.
À cause des pertes, le problème des renforts commence à se poser. Shoup, peu avant de débarquer, apprend du major Schoettel, commandant le 3e bataillon sur Red 1, que la situation est très précaire et que les péniches subissent un feu nourri. Shoup lui ordonne de se porter sur Red 2, mais Schoettel lui répond : « Nous n'avons plus rien à débarquer ». Le colonel Shoup décide donc d'envoyer le 1er bataillon du 2e régiment, tenu en réserve, sur Red 2. Le bataillon du major Kyle débarque donc sur cette plage, et y subit de lourdes pertes.
Le général Smith, considérant la tête de pont sur Beach Red 3 suffisamment forte pour y lancer des renforts, y envoie le 3e bataillon du 8e régiment du major Ruud.
Le débarquement se fait difficilement, le bataillon subissant de lourdes pertes. Les deuxième et troisième vagues, après l'hécatombe subie par la première, se dirigent vers la jetée, appelées par le colonel Carlson. À la fin de la matinée, les Américains décident de débarquer des chars pour soutenir les fantassins. Sur Red 1, deux chars sont débarqués, mais l'un est touché par un obus qui bloque le mécanisme de sa tourelle, et son canon est à son tour mis hors de combat. Le Sherman se replie donc vers la plage. Le deuxième char est incendié par un obus de 75 mm.
Sur Red 2, trois chars sont débarqués et combattent tout au long de la journée. Deux sont mis hors de combat. Enfin, sur Red 3, quatre Sherman sont débarqués, mais trois sont détruits, dont un par l'aviation américaine. Le quatrième, touché, réussit à éteindre l'incendie qui le frappe et combat jusqu’à la fin de la bataille de Tarawa.
Du fait des liaisons radio déficientes, le général Smith, sur l'USS Maryland, a bien du mal à connaître la situation sur Betio, malgré l'observation aérienne. Le colonel Carlson, envoyé par Shoup, doit physiquement le rejoindre pour l'informer de l'état réel des Marines.
À 15 h 30, la situation sur Betio est la suivante :
- sur Beach Red 1, la tête de pont est profonde d'à peu près 150 mètres ;
- sur Beach Red 2, les Marines s'abritent derrière le mur antichar construit en troncs de cocotiers et le long de la jetée (quasiment aucun Marine n'est présent sur la partie est de la plage). Tête de pont sans aucune profondeur significative ;
- sur Beach Red 3, les Marines ne sont présents que sur le rivage.

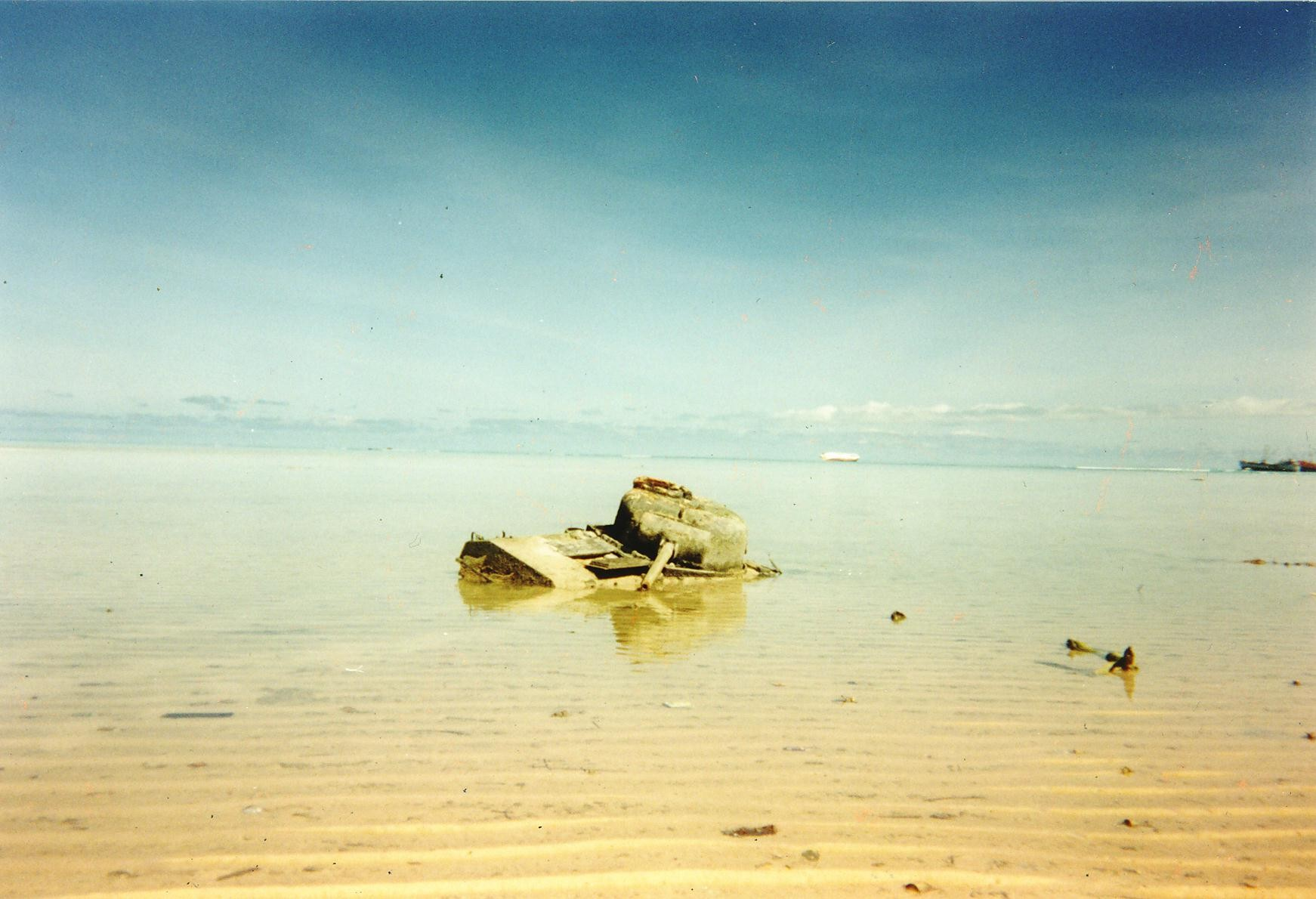
Le reste d'un tank M4 Sherman détruit à proximité de la plage de Tarawa.

C'est sur Red 1 que se passent la majorité des combats. Sur la plage, le major Ryan (qui remplace le major Schoettel) tente de réorganiser ses troupes avant d'envoyer ses chars vers l'avant, en les faisant d'abord contourner la tête de pont, le chemin menant vers le centre de l'île étant encombré de morts. Les deux Sherman restants réussissent, avec l'infanterie, à élargir la tête de pont qui atteint en fin de journée 500 m de profondeur pour 150 m de large. Se trouvent sur cette plage :
- 3e bataillon du 2e régiment :
  - Débris de la Cie (compagnie) K ;
  - Débris de la Cie I ;
  - Partie de la Cie L ;
  - Un peloton de la Cie M.
- 2e bataillon du 2e régiment :
  - 1er peloton de la Cie E ;
  - 1er peloton de la Cie G ;
  - 2e et 3e peloton de la Cie H ;
  - état major du commandant du bataillon.
- 1er bataillon du 2e Marines :
  - 3 officiers et 110 hommes débarqués ici par erreur.

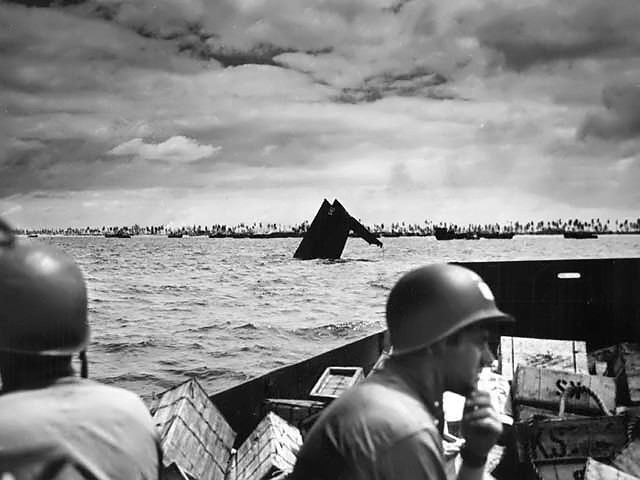
Des garde-côtes transportant du ravitaillement passent à proximité d'un LCM coulé par les tirs japonais.

Malgré leur progression, ces quelques hommes ne purent réduire au silence les bunkers japonais, dépassés par le manque de moyens adaptés. Les forces impériales se laissent parfois dépasser, pour ensuite tirer dans le dos des Américains. Néanmoins, à la nuit tombée, 600 m de terrain seulement séparent Red 1 de Red 2.
À la fin du premier jour, l'ensemble des têtes de ponts américaines couvrent une surface de 1 500 m2 et une attaque japonaise durant la nuit aurait certainement suffi à repousser les Américains à la mer. Mais, faute de moyens de communications en bon état, l'amiral Shibasaki ne peut entrer en contact avec ses hommes et leur ordonner quoi que ce soit.

### Le 21 novembre

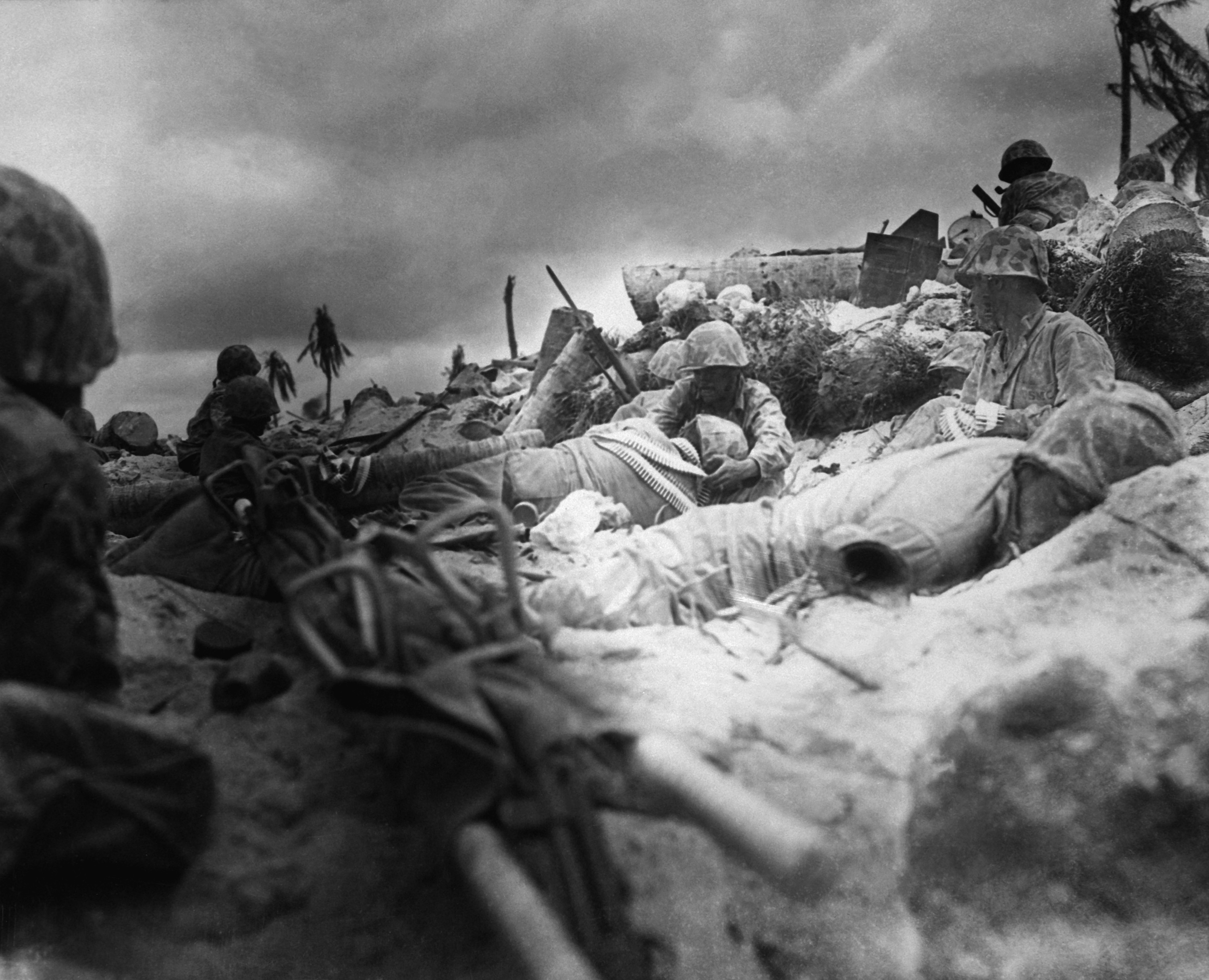
Les Marines à couvert sur la plage parmi des morts et des blessés. La progression à partir de la plage fut particulièrement difficile.

Au début de la journée du 21 novembre, Smith décide à la demande de Shoup de faire débarquer le 1er bataillon du 8e régiment sur Red 2. À 6 h 15, la première vague est débarquée dans le lagon et doit franchir les derniers 500 m avec de l'eau jusqu’à la taille, voire jusqu'aux épaules. Les quatre premières vagues sont dirigées vers la frontière entre Red 1 et Red 2, zone battue par les tirs nippons, lesquels s'étaient servis de cette position pour prendre de flanc les Américains la veille. Ainsi les Américains, désorganisés, arrivent sur la plage dans une situation confuse et sans aucun matériel lourd pour réduire les points forts japonais. Sur les 199 hommes de la première vague, seuls 90 sont encore en état de combattre. Le major Hays, chef du bataillon, arrive à regrouper ses hommes et se poste à l'extrémité ouest de Red 2, pour se préparer à rejoindre Red 1. De leur côté, les 1er et 2d Bataillon du 2d régiment, présents sur Red 2, devront se porter vers le sud pour atteindre l'autre rive de Betio. Le major Kyle réunit donc environ 300 hommes et se prépare à l'assaut. Peu avant, un peloton de mitrailleuses avait été chargé d'assurer un feu nourri sur les Japonais. En début d'après-midi, trois compagnies du 1er bataillon, la plupart des survivants du 8e Marines et l'ensemble du 2e bataillon peuvent poursuivre leur avance[pas clair]. Après la traversée difficile du terrain d'aviation, les Américains découvrent des positions japonaises abandonnées de l'autre côté de l'aérodrome et s'y établissent avant finalement d'atteindre la côte sud, mais ils y sont entourés de fortes positions ennemies, et séparés du reste de la tête de pont par la piste d'envol non sécurisée. Ainsi à 19 heures se trouvent dans cette poche :
- Company B (capitaine Williams) : 60 hommes ;
- Company C (capitaine Clanahan) : 75 hommes ;
- Company E (capitaine Tynes) : 15 hommes ;
- Company F : 10 hommes ;
- Company H : un peloton de mitrailleuses ;
- unité lourde régimentaire : 10 hommes.

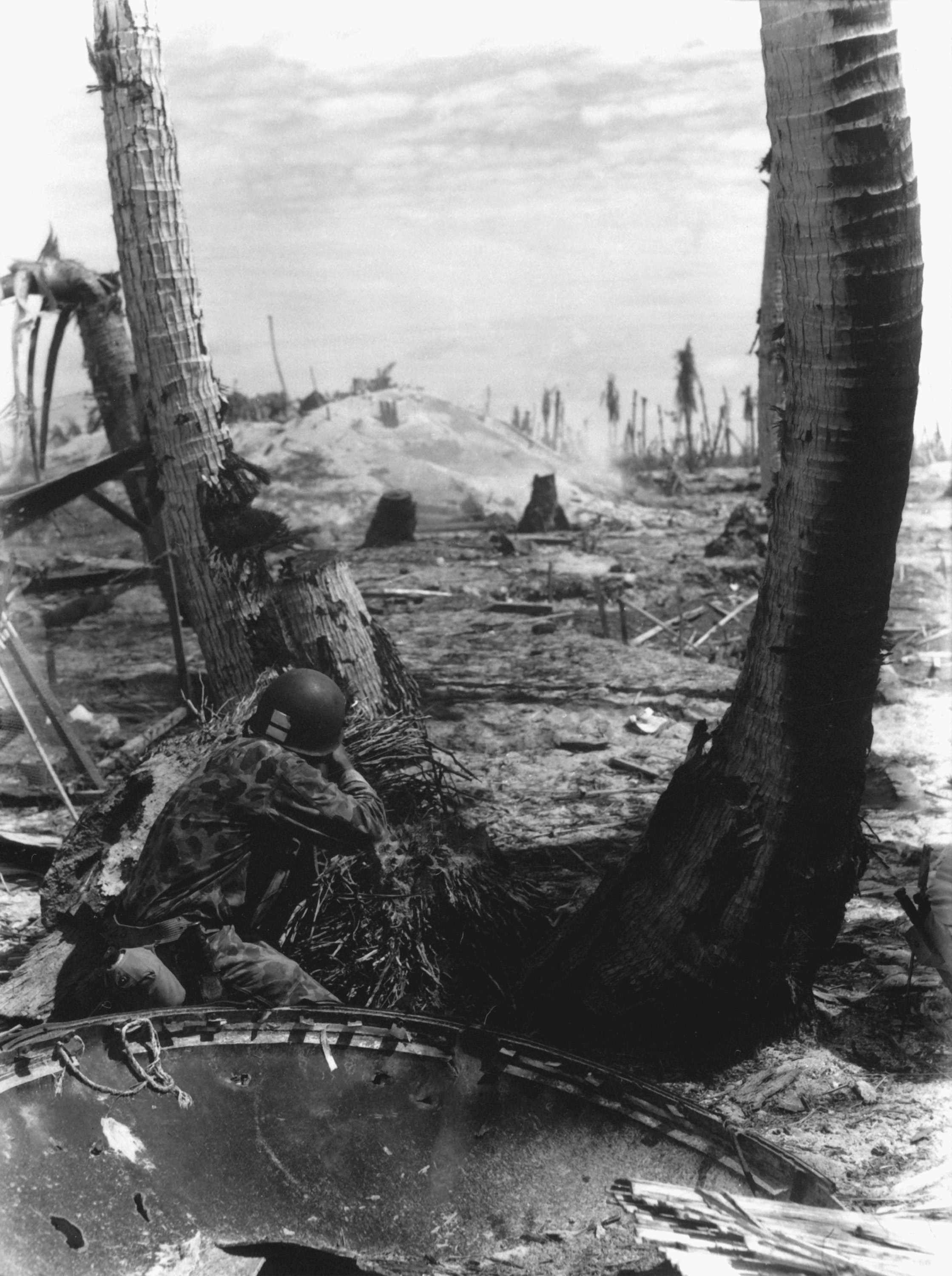
Scène de combat à Tarawa.

Ces 180 hommes, sans vivres ni eau et manquant cruellement de munitions, viennent de plus de subir une contre-attaque japonaise. Devant la situation, Shoup envoie plusieurs LVT chargé de vivres et de munitions, et enfin, vers 18 heures, le major Kyle arrive dans la poche. Le lieutenant-colonel Jordan lui laisse le commandement des hommes.
Du côté de Red 1, les hommes du major Ryan reçoivent l'ordre de conquérir Green Beach sur la côte ouest de l'île. Avec l'aide du sous-lieutenant Greene, observateur d'artillerie de la marine, il obtient un soutien de deux destroyers qui, après leur préparation d'artillerie, cèdent leur place à l'infanterie. À 11 h 10, les Marines se lancent à l'assaut et, en une heure, suppriment toutes les défenses nippones du secteur de Green Beach, les Japonais ayant opposé une résistance très affaiblie.
Malgré la faible profondeur de la tête de pont (200 m), le général Smith envoie le 1er Bataillon du 6e régiment sur Betio, le 2e bataillon devant suivre. Mais le haut-commandement américain apprenant - par des sources peu sûres - que les Japonais ont décidé de se replier sur Bairiki (manœuvre possible à marée basse), décide d'envoyer le 2d bataillon sur l'île. De leur côté, les hommes du major Jones (1er bataillon) débarquent bien sur Green Beach, à 18 heures 40, en retard sur l'horaire prévu (17 heures). Plusieurs chars légers M3 sont aussi débarqués, mais avec une heure de retard. Malgré ces contretemps, Jones prévoit une attaque pour 20 heures. Mais, devant la demande de Shoup de reporter l'attaque au lendemain, Jones annule l'offensive.

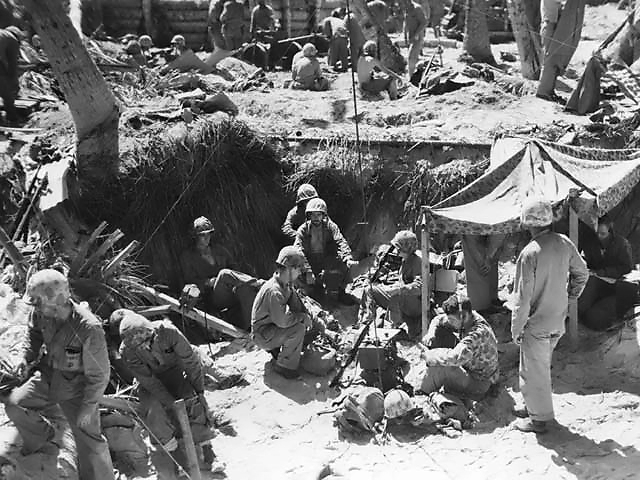
Le poste de commandement du colonel David Shoup sur Red Beach 2.

Sur Red 3 par contre, le 2d bataillon du 8e régiment a bien du mal à progresser, car les Américains se trouvent à seulement quelques dizaines de mètres du PC de l'amiral où se sont retranchés les soldats nippons. Ainsi, une attaque des Marines de faible ampleur est facilement repoussée. À la tombée de la nuit, 12 hommes prennent possession de la jetée Burns-Philips, pour empêcher les Japonais de s'y retrancher.
Lors de cette journée, le major Shoettel, chef du bataillon, débarque enfin sur Betio, mais les hommes ne lui obéissent pas et Schoettel, désespéré, vient demander des conseils à Shoup. Ce dernier, lorsqu'il apprend que les soldats refusent d'avancer faute d'une mitrailleuse de soutien, se met dans une colère terrible. La campagne de Tarawa sera un long calvaire pour Schoettel.
À la fin du 21 novembre, les Américains sont pour la première fois en position de gagner. Ils ont dégagé les alentours de Green Beach, mis en place une poche étroite mais solide au sud de l'aérodrome et, au nord, la tête de pont s'étend sur 500 m, de part et d'autre de la grande jetée. Enfin, au terme de la journée, Shoup envoie comme message à Smith : « Nous sommes en train de gagner ». Smith décide alors d'envoyer Edson (chef d'état-major de la 2d division) sur l'île, pour diriger les opérations logistiques sur Betio.

### 22 novembre: La progression américaine

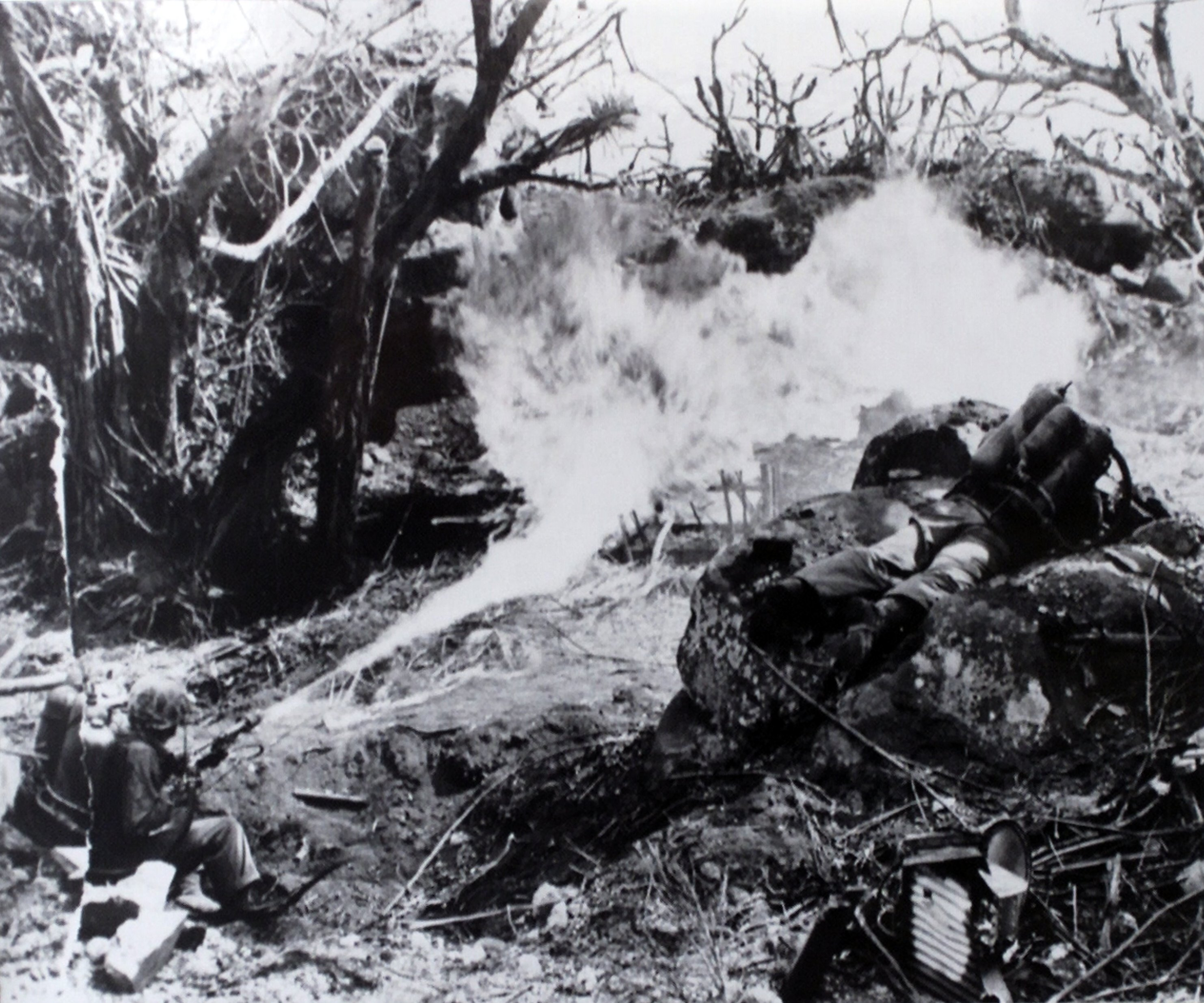
Le lance-flammes fut très utilisé par les Marines pour réduire un à un les abris japonais.

Dans la nuit du 21, Edson et Shoup mettent en place les opérations pour le 22. Conscients que les échecs précédents ont été dus à un manque d'intervention de l'artillerie de marine, ils décident de faire intervenir les batteries des cuirassés. Ainsi, de 7 heures à 10 h 30, l'artillerie navale tire sur les positions japonaises avec l'aide de quelques batteries débarquées sur l'île. Edson et Shoup prévoient trois attaques :
- Celle du 1er bataillon du 6e régiment, qui doit essayer de prendre contact avec les unités présentes au sud de l'aérodrome en attaquant plein est ;
- Au même moment, le 1er bataillon du 8e régiment doit attaquer vers l'ouest, depuis Red 2, pour anéantir la poche japonaise située entre Red 1 et Red 2.
- Enfin le 8e régiment, à l'est, doit agrandir la tête de pont au-delà de la petite jetée.

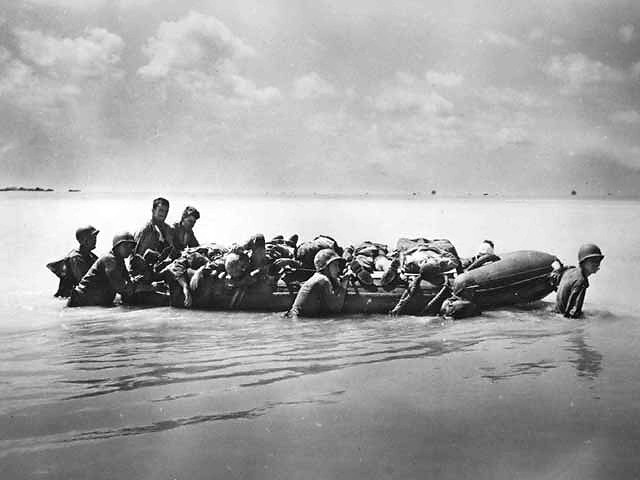
Des Marines blessés sont évacués à bord d'un canot pneumatique.

L'attaque contre la poche japonaise commence à 7 heures avec le soutien des chars légers (trois de la compagnie C). La force d'assaut est ainsi composée du nord au sud de :
- la compagnie B le long de la plage ;
- la compagnie A au centre ;
- la compagnie C au sud.

L'attaque est lente, les Marines devant éliminer méthodiquement les points de résistance japonais. Malgré le soutien des chars M3, les Américains ont du mal à en venir à bout (le calibre des obus des M3, de 37 mm, sont insuffisants). Les fantassins essaient alors, ici ou là, d'utiliser des bangalores et des charges de TNT. Avec la perte d'un des chars, les deux autres sont remplacés par une section de half-tracks fraîchement débarqués possédant des canons de 75 mm. Ainsi, à la fin de la journée, la poche japonaise est toujours existante.
Pendant ce temps, l'attaque du 1er bataillon sur Green Beach commence bien. Quoique commençant en retard à 8 heures 15, l'offensive réussit grâce à une forte cohésion entre chars et infanterie. Les chars Sherman détruisent les bunkers et autres nids de mitrailleuses, les fantassins abattent les Japonais qui se lancent sur les chars avec une mine magnétique. À 11 heures, les hommes du 1er bataillon réalisent la jonction avec les hommes situés dans la poche. Les Japonais perdent 250 hommes pendant que les Américains n'en perdent que très peu. Ainsi, excepté la poche entre Red 1 et Red 2, l'ensemble de la partie occidentale de l'île est conquise. Le major Jones dispose, pour l'offensive du lendemain, de l'ensemble des chars et d'une aide substantielle des artilleries navale et aérienne. De plus, l'ensemble du 8e régiment (excepté le 1er bataillon) doit aussi attaquer à l'est, malgré l'opposition de leur chef considérant ses hommes comme trop fatigués.

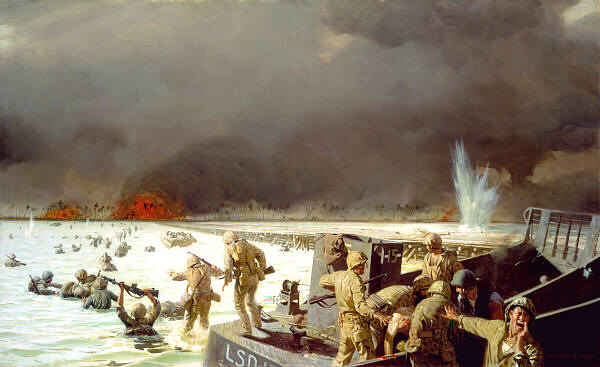
Peinture de la bataille de Tarawa réalisée par le sergent Tom Lovell du corps des Marines.

Enfin, l'assaut du 2d bataillon du 8e régiment près de la jetée Burns Philips a comme but de capturer trois points de résistance japonais (un nid de mitrailleuses sous coupole blindée, un autre nid abrité par des troncs de cocotiers et un abri bétonné). À 9 h 30, des tirs de mortier permettent de détruire l'abri en cocotier qui explose en flammes, sa cargaison de munitions étant touchée. À peu près au même moment, des chars Sherman tirent sur la coupole blindée, permettant aux fantassins de partir à l'assaut. Face à l'abri bétonné, l'avance se fait grâce aux lance-flammes des forces du génie. Malgré une contre-attaque japonaise, l'abri est capturé au bout d'une heure de combat. Les Japonais, encore coincés dans le bunker, tentent de s'enfuir, mais les Marines bouchent systématiquement chaque entrée et causent un véritable massacre à la mitrailleuse et à la grenade. Enfin, des bulldozers du génie bouchent les entrées, enfermant les Nippons dans le bunker. La prise de ces points fortifiés permet aux Marines de progresser sans aucune difficulté à l'est, en faisant sauter les défenses japonaises, les Nippons s'étant fait hara-kiri.
Pendant la journée, le 3e bataillon du 6e régiment débarque enfin sur Betio, après avoir passé une nuit dans les péniches. À 12 heures, le général Holland Smith (chef de la 2e division de Marines), débarque lui aussi à Green Beach. Il décide d'installer son PC sur Red 2 et, pour éviter de traverser le terrain nouvellement conquis (où subsistent parfois quelques Japonais), le général se rend à Red 2 en Amtrac, qui se fait toucher par une mitrailleuse. Holland Smith est alors secouru par une autre péniche qui l'amène à bon port. Le plan d'attaque pour l'après-midi est le suivant : le 1er bataillon du 6e régiment devra attaquer vers l'est et capturer un fossé antichar à l'est de la piste d'aviation.
L'avance commence à 12 h 30. Malgré la fatigue accumulée par l'offensive du matin, la compagnie A, soutenue par un Sherman et sept chars M3 Stuart, se met en route. La compagnie B se trouve légèrement en arrière, et la compagnie C est gardée en réserve. L'assaut commençant à 13 h 30 est stoppé dès les premiers mètres par une tourelle blindée. Il faut une heure et demie de combat et l'intervention du Sherman pour continuer l'avance. À 15 heures, les Marines assoiffés reçoivent de l'eau et la compagnie B passe en tête pour continuer l'attaque à 16 heures. La compagnie C est, elle, envoyée relever le 2d bataillon du 8e régiment au sud de la poche japonaise située à proximité de la jetée Burns-Philips. Les autres Marines, malgré leur attaque, ne peuvent avancer et, à 18 h 30, s'enterrent. Dans la soirée, les Américains comptent 200 morts nippons sur le terrain conquis, et la poche japonaise de Burns-Philips est enfin réduite. Bien que toute la partie occidentale de l'île (sauf la poche entre Red 1 et 2) soit conquise, l'optimisme ne règne pas encore parmi l'état-major américain. Le général Smith demande que le 2e bataillon du 6e régiment de Marines soit débarqué le 23 novembre sur Green Beach et que le 3e bataillon du 6e régiment, débarquant sur Green Beach, se porte vers l'est de l'île avec tous les chars.

#### La contre-attaque japonaise

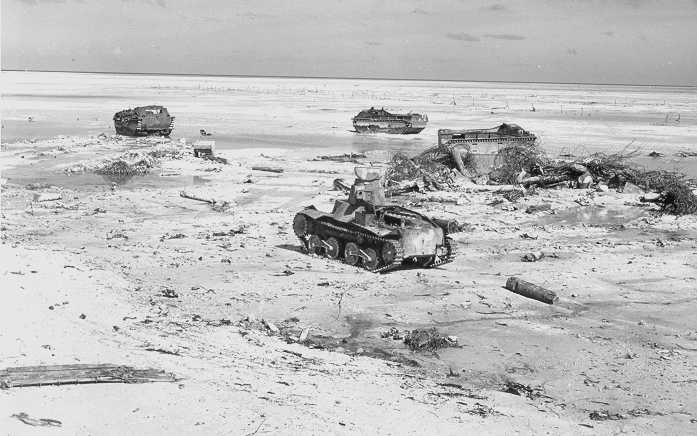
Char léger Type 95 Ha-Go détruit au cours de la bataille.

Néanmoins, le soir du 22 novembre, pour la première fois, les Japonais lancent une offensive importante contre les Américains. Acculés dans la partie orientale de l'île, ils ne peuvent en effet gagner qu'en lançant une offensive leur permettant de repousser les Américains à la mer. À 19 h 30, une première offensive de faible envergure, lancée par 50 hommes, arrive avec détermination à forcer le passage dans les lignes américaines, mais les Marines réussissent sans trop de problèmes à combler la brèche. Convaincus qu'une offensive plus importante est en préparation, les Américains mettent en place un tir d'artillerie à 75 m des premières lignes américaines. Bien que les tirs des batteries ne gênent en rien la préparation japonaise, ceux-ci ne peuvent localiser les nids de mitrailleuses américains, ce qui les empêche de déclencher leur offensive. À 23 heures, deux petites offensives devant tester les positions américaines sont lancées et repoussées sans aucune difficulté ; dans l'attente d'une nouvelle grande offensive, le tir de barrage redouble d'intensité et le major Jones demande à la marine de bombarder des arrières japonais. À 3 heures du matin, les Japonais tirent à l'aide de mitrailleuses et de canons sur les positions des Marines, ces derniers ripostent avec des mortiers et en envoyant des volontaires lancer des grenades près des canons japonais. Finalement, à 4 heures du matin, une offensive de 300 hommes est enfin lancée par les Japonais, qui sont stoppés net par l'artillerie. Après une heure de combat, ils battent en retraite en laissant sur le terrain 200 des leurs.
Lorsqu'ils progresseront à leur tour, les Américains découvriront en outre 125 cadavres, tués par les destroyers USS Schreder et USS Sigsbee. La contre-attaque japonaise, bien que courageuse, n'avait aucune chance de rejeter les Américains à la mer car ils étaient, au soir du 22 novembre, sur des positions solides. On peut penser qu'une contre-attaque japonaise au soir du débarquement aurait eu toutes les chances de repousser les Américains, mais cette offensive arrive à un stade trop avancé de la bataille, et avec bien trop peu d'hommes.

### La fin de la bataille

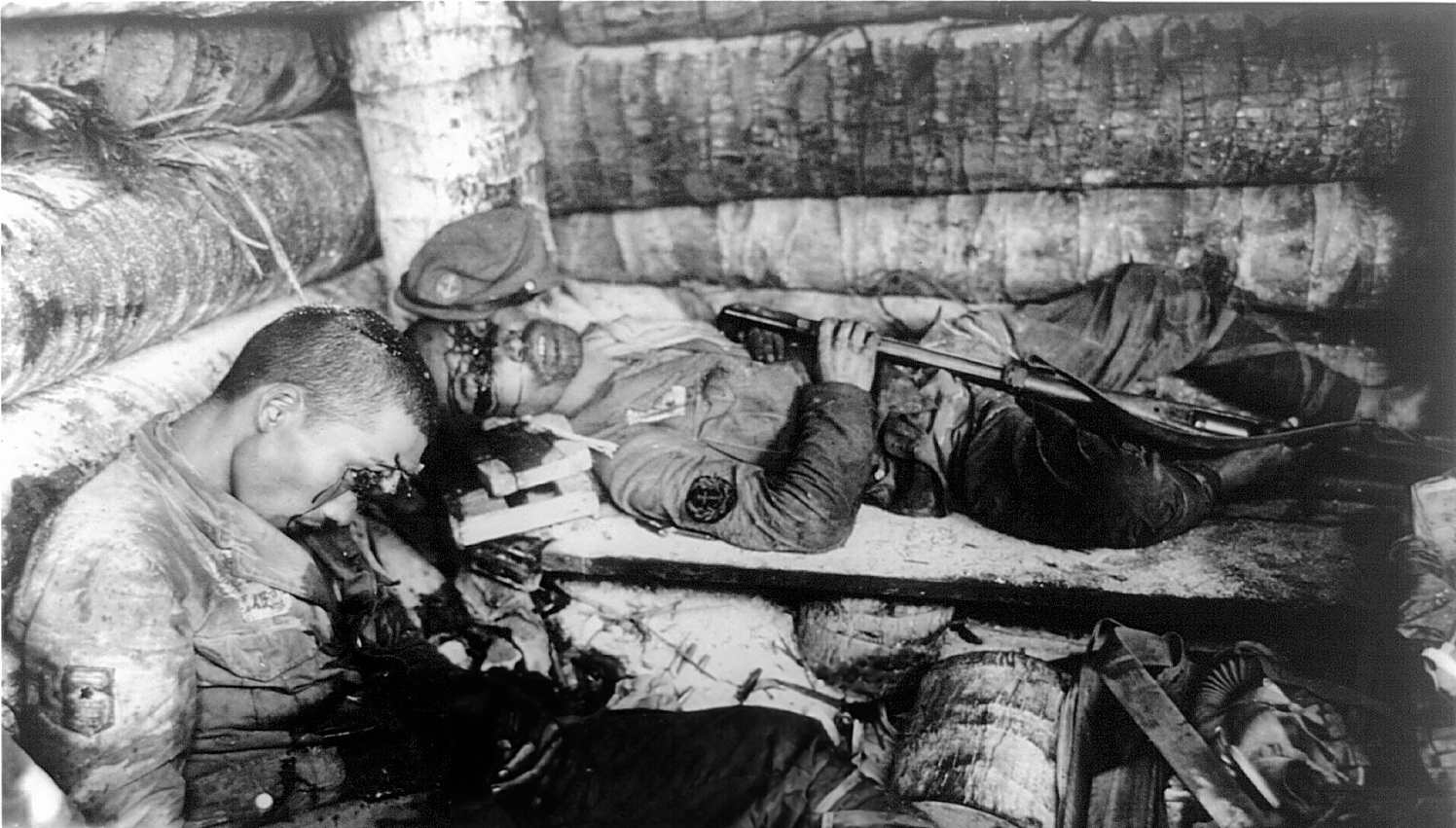
Deux soldats de la marine japonaise ont préféré se suicider que d'être capturés par les Américains. Ce choix est souvent préféré par les Japonais au moment des derniers combats.

Avec l'échec de la contre-attaque japonaise, la résistance sur l'île faiblit fortement. Néanmoins, les Marines doivent encore conquérir l'est de celle-ci. C'est le 3e bataillon du 6e régiment, dirigé par le lieutenant-colonel MacLeod, qui a pour but de conquérir la partie orientale de Betio. La « compagnie I » est placée au nord, la « compagnie L » au sud et la « compagnie K » est en réserve. L'assaut commence à 8 heures, précédé par un violent bombardement de l'aviation, puis de l'artillerie et enfin de la marine. Malgré tout, 500 Japonais sont encore présents sur Betio. Au même moment, le 3e bataillon franchit les lignes américaines pour assaillir les positions japonaises défendues par deux fossés antichars. Deux Sherman et sept chars M3 ouvrent la route aux fantassins et à des équipes de lance-flammes. L'objectif est conquis très rapidement, presque sans combat, et les Américains continuent leur progression. C'est la compagnie qui rencontre la première vraie résistance japonaise, constituée d'abris bétonnés et de mitrailleuses. Devant l'impossibilité d'une attaque de front pour la compagnie I, la compagnie L décide de flanquer les nippons par le sud et de continuer leur avance. Assez rapidement, les Marines atteignent l'extrémité est de l'île car les Japonais, plutôt que de se rendre, décident de se donner la mort. Les derniers Nippons cantonnés dans leurs abris sont éliminés au lance-flammes. Pendant ce temps, la compagnie I finit par réduire définitivement l'emplacement japonais encerclé. Ainsi, à 13 heures, McLeod et ses hommes atteignent le bout de l'île et ne comptent comme pertes que 9 tués et 25 blessés, capturant 14 hommes (surtout coréens) et dénombrant 475 cadavres japonais.

#### La dernière poche japonaise réduite

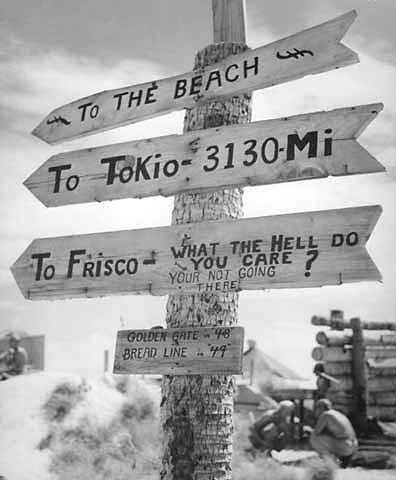
Panneau de direction posé par humour par les Marines.

Alors que le 3e bataillon conquiert l'est de l'île, la dernière poche japonaise, entre Red 1 et Red 2, est réduite par une attaque du 1er bataillon du 8e régiment doté de half-tracks, de lance-flammes et d'une équipe de démolition. De plus, deux canons de 75 automoteurs et un peloton de Marines devront attaquer par la côte pour surprendre les Japonais. Enfin, venu de l'ouest, le 3e bataillon du 2e régiment du major Schoettel devra attaquer le côté occidental de la poche. L'attaque américaine se concentre surtout sur un puissant abri où la plupart des Japonais ont trouvé refuge. Le bunker est détruit à coups de canons et d'explosifs. Après cela, la conquête des dernières positions japonaises, surtout constituées de quelques mitrailleuses, sont méthodiquement détruites par les Américains. Ainsi à 13 heures, tout combat cesse et les Marines capturent quelques prisonniers.
Le 23 novembre, la bataille de Tarawa se termine à midi, avec l'atterrissage d'un avion sur la piste de Betio. Durant l'après-midi, l'amiral Hill débarque dans l'île où des compagnies de lance-flammes brûlent tous les abris japonais pour tuer d'éventuels survivants. Malgré la fin de toute résistance, les Marines mettent plusieurs jours avant de tuer le dernier Japonais. Ainsi, dans la nuit du 23 au 24 novembre, deux soldats et un officier sont tués à l'arme blanche par des Japonais. 14 Nippons sont tués cette nuit-là, animée par l'erreur d'un soldat américain qui lança une grenade dans ce qu'il croyait être un abri et qui se trouva être un entrepôt de munitions, et toute la nuit fut ponctuée de multiples explosions. Dans la soirée du 23 novembre, le général Smith plaça d'ailleurs tous les Américains en position défensive pour repousser un éventuel débarquement.

### Pertes lors de la bataille
Les pertes japonaises sont extrêmement nombreuses. Sur les 4744 hommes et travailleurs engagés dans les combats, seuls 146 hommes sont capturés dont 16 soldats. Les pertes américaines sont les suivantes : 985 tués et disparus dont 55 officiers et 2 311 blessés.

### La conquête des autres îles de l'archipel des Gilbert

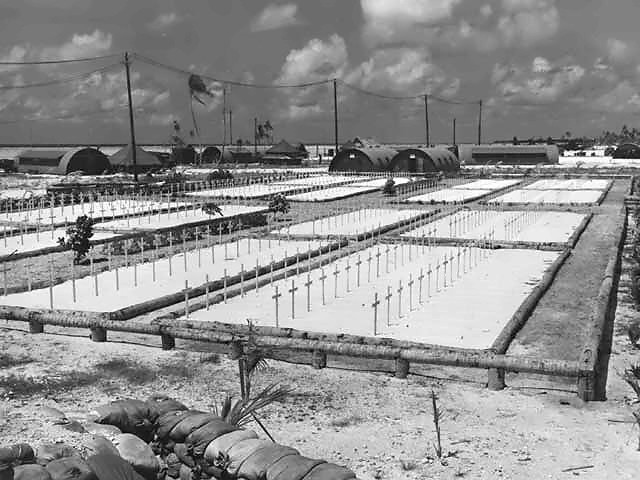
Le plus important des cimetières militaires de Tarawa témoigne de la violence des combats.

La prise de l'île de Betio, bien que la mieux défendue par les Japonais, n'assure pas la conquête de l'ensemble des îles Gilbert. Comme vu précédemment, la prise de Bairiki avait été déléguée au 2d bataillon du 6e régiment, le 22 novembre, après que le haut-commandement américain ait intercepté un message japonais. Ces derniers devaient se replier sur Bairiki à marée basse en empruntant une mince langue de terre. Néanmoins, l'information américaine s'étant avérée erronée, ils vont utiliser des moyens bien trop importants pour la conquête de la petite île. Le débarquement est précédé par le bombardement de l'île par la marine et l'aviation, alors que le bunker de Bairiki n'est défendu que par 15 soldats japonais avec 2 mitrailleuses. Après quelques passages, un chasseur américain fait exploser un bidon d'essence grâce à une de ses balles qui passe par l'embrasure du blockhaus. Les 15 soldats japonais sont tués dans l'explosion et, à 16 heures 55, heure du débarquement, les Marines débarquent sur une île vide d'ennemis.

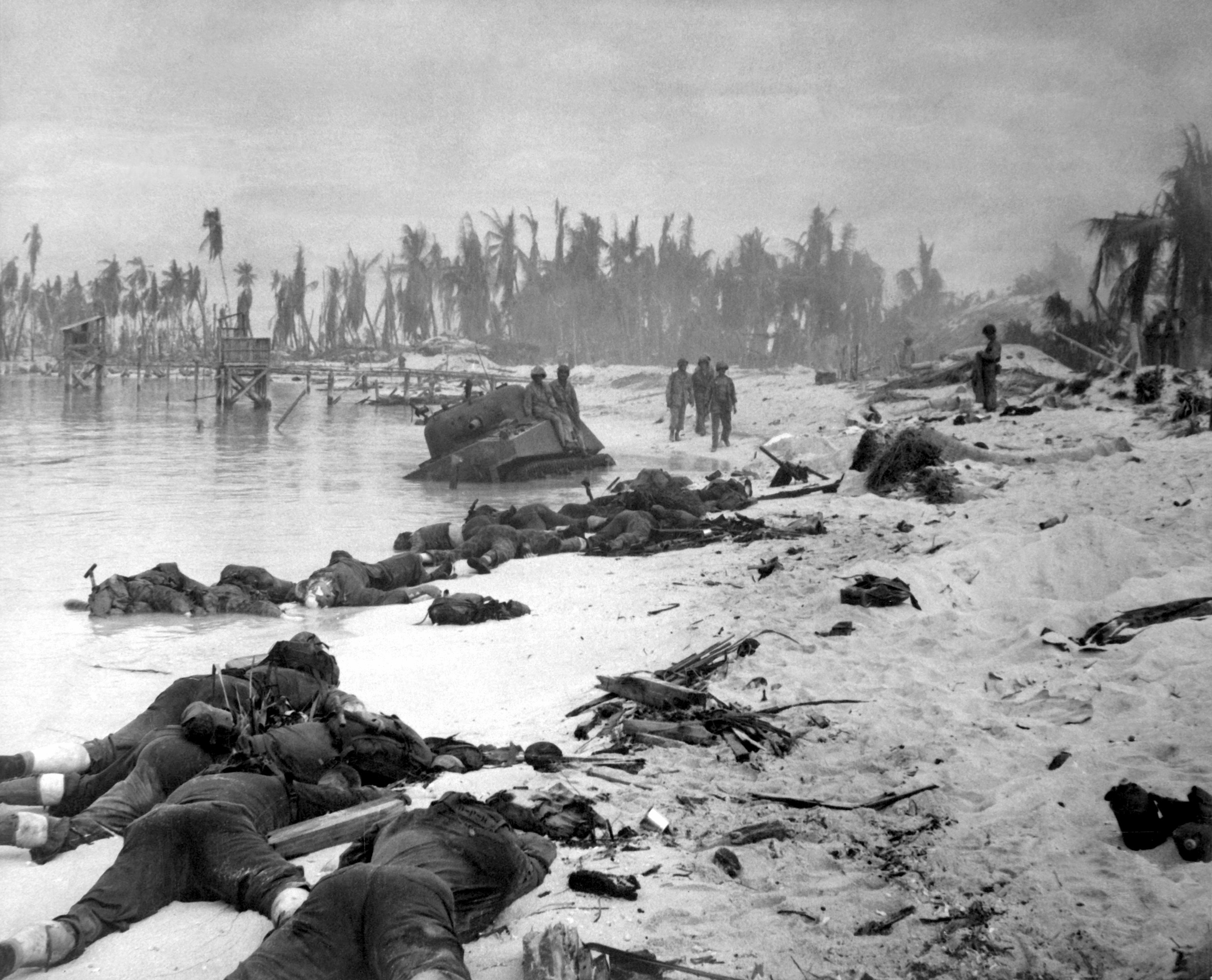
Photo d'une plage de l'île de Betio couverte de soldats américains tués lors des combats.

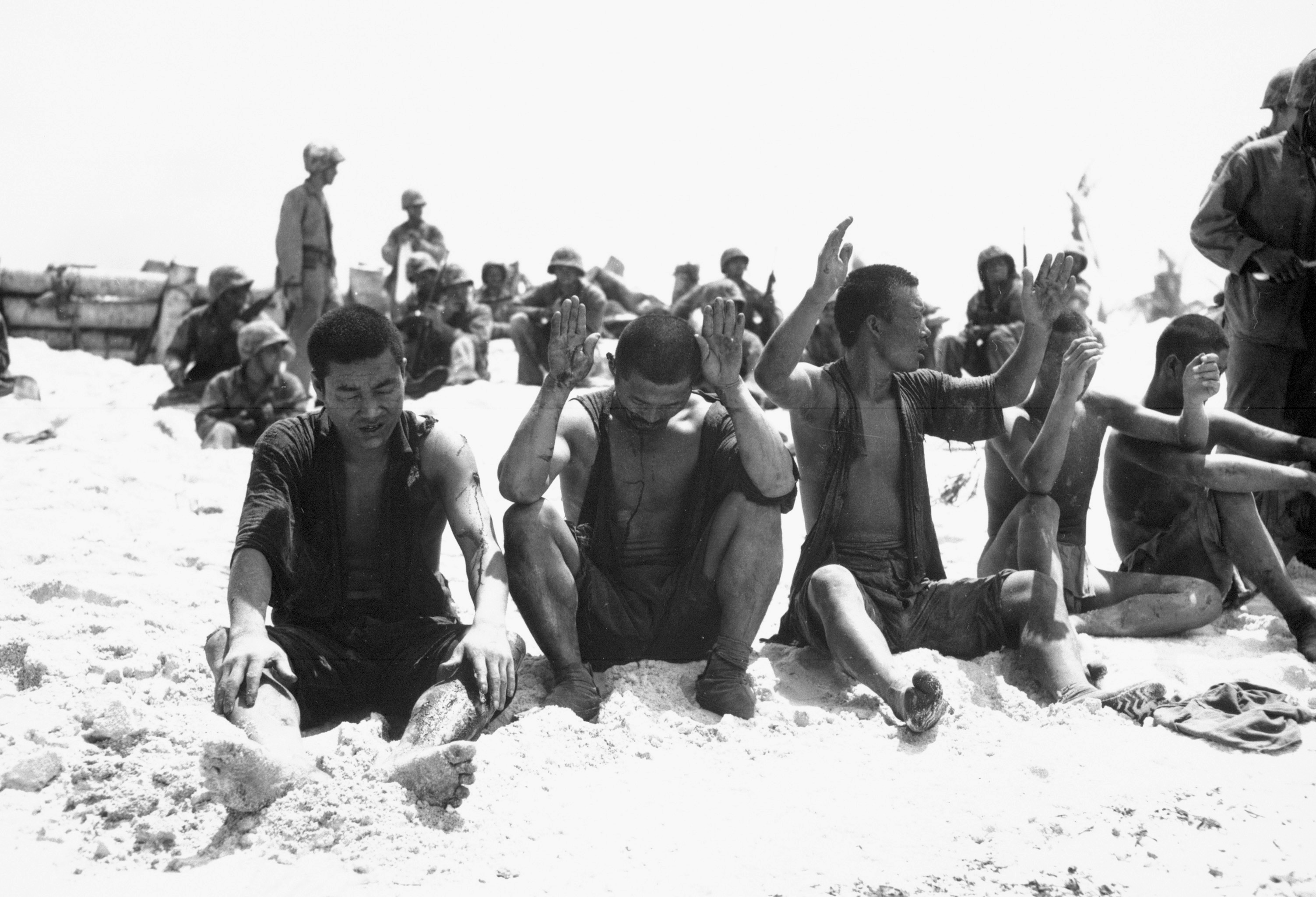
Prisonniers de guerre japonais.

La conquête des autres îles commence par le débarquement, le 24 novembre à 5 heures, du 2d bataillon du 6e régiment sur l'île de Buota, vide d'ennemis. Apprenant la présence d'une centaine d'hommes sur l'atoll de Tarawa, les Américains décident d'approfondir leur exploration de Bairiki. Ainsi, le soir du 25 novembre, une patrouille de Marines croise des Japonais et a deux blessés. Le lendemain, la progression américaine dans une végétation dense est difficile et, bientôt, les soldats sont pris sous le feu d'armes automatiques. Très vite, le combat se transforme en lutte au corps à corps, d'où les Marines sortent vainqueurs au prix de 29 tués, dont un officier, et 58 blessés. Les Japonais, tous morts sauf deux travailleurs coréens, sont au nombre de 175. Enfin, le 28 novembre, la dernière île de l'atoll de Tarawa, Naa, est conquise par les Marines, qui ne rencontrent aucun Japonais.
Le 23 novembre, la garnison d'Abemama (qui n'appartient pas à l'archipel des Tarawa) est aussi conquise après le bombardement de l'île par le sous-marin USS Nautilus, qui tue 5 hommes. Les 18 autres se font seppuku avant le débarquement d'un groupe du United States Marine Corps Amphibious Reconnaissance Battalion du V Amphibious Corps. Enfin, la conquête des îles Gilbert s'achève par celle de l'atoll d'Abaiang, où sont postés 5 soldats japonais qui s'enfuient en pirogue et ne seront jamais rattrapés par les Américains, utilisant pourtant des canots pneumatiques. Les petits atolls de Marakei et Maiana sont aussi visités, mais vides d'ennemis.

## Bilan

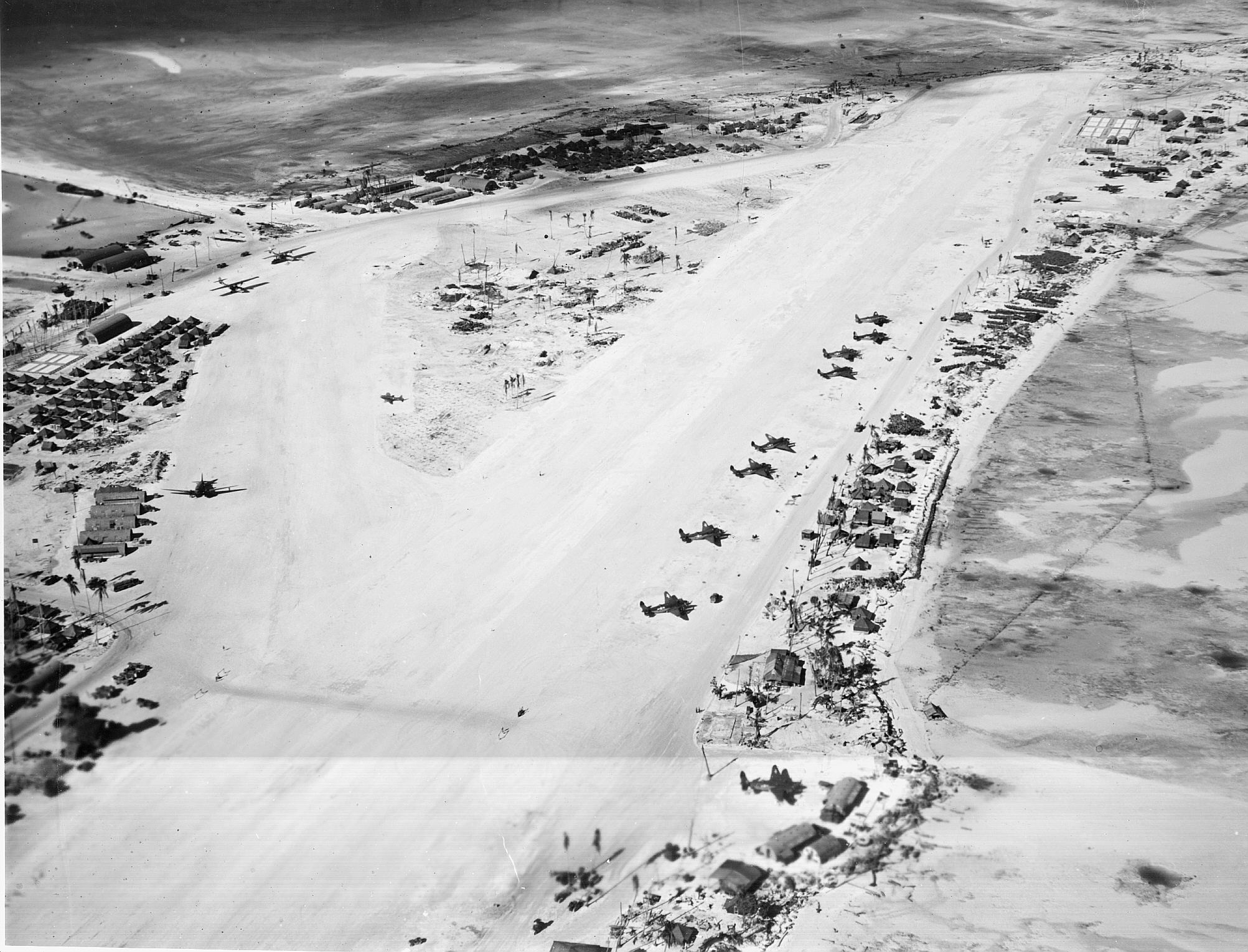
La piste d'aviation Hawkins de Tarawa en mars 1944, baptisé en l'honneur du lieutenant William Deane Hawkins qui périt au début de la bataille.

Aux États-Unis, l'annonce des pertes américaines lors de la prise de Tarawa provoque un tollé, les Américains ne pouvant comprendre que plus de 1 000 Marines (corps d'élite de l'armée américaine) aient été tués pour la conquête d'une si petite île.
Sur le plan militaire, la conquête des atolls de Tarawa, Makin, Abemama revêtait une importance stratégique. Les Américains, s'ils voulaient continuer leur progression dans le Pacifique, devaient supprimer les colonies japonaises qui s'y trouvaient, car elles étaient proches des bases de départ de la marine américaine. Néanmoins, et surtout pour la prise de Betio, le débarquement est mal exécuté et, même si la victoire est acquise grâce au surnombre écrasant des Marines, les pertes subies préfigurent les prochains combats terrestres que doivent se livrer les Américains à Iwo Jima ou Okinawa. Même si les noms de ces futures batailles, comme celui de Guadalcanal, finiront par effacer Tarawa des mémoires, la bataille de Betio reste un symbole de la difficile reconquête américaine dans le Pacifique.
Ce débarquement est néanmoins utile pour le haut-commandement américain, qui se servira de cet échec relatif (quant au nombre de pertes) pour planifier les futurs débarquements dont celui de Normandie.

## Bataille de Makin
En parallèle à l'invasion de Tarawa menée par l'USMC, dans le cadre de l'opération Galvanic, l'US Army est quant à elle chargée de la prise de Makin à 400 kilomètres au nord. Les deux assauts commencent le même jour et se terminent trois jours plus tard. Cependant, la garnison japonaise étant bien moins nombreuse, les combats au sol sur Makin sont largement moins intenses, et n'entraînent que 66 morts au sein de l'infanterie américaine (les troupes nippones en place, comme sur Tarawa, s'étant fait annihiler). Cependant, les combats en mer et les sous-marins japonais entraînent de lourdes pertes pour l'US Navy qui y perd 687 marins, ainsi qu'un porte-avion, l'USS Liscome Bay.